# Ramsø Herred
Ramsø Herred var et herred i Roskilde Amt. Det er beliggende i amtets sydlige ende, med et stykke kyst ud til Køge Bugt. Mod nord grænser det op til de 3 øvrige herreder i amtet og i syd støder det op til Præstø Amt. Herredet hørte i middelalderen under Sjællands Medelsyssel.
I herredet ligger købstaden Køge og følgende sogne:
- Boholte Sogn (Ej vist på kort)
- Borup Sogn
- Dåstrup Sogn
- Ejby Sogn
- Gadstrup Sogn
- Højelse Sogn
- Kimmerslev Sogn
- Køge Sogn
- Nørre Dalby Sogn
- Rorup Sogn
- Syv Sogn
- Ølsemagle Sogn
- Ørsted Sogn